# Comté de Coligny
 (novembre 2019).
Si vous disposez d'ouvrages ou d'articles de référence ou si vous connaissez des sites web de qualité traitant du thème abordé ici, merci de compléter l'article en donnant les références utiles à sa vérifiabilité et en les liant à la section « Notes et références ».
Pour les articles homonymes, voir Coligny.
1556–1657
Entités précédentes :
- seigneurie de Coligny

Entités suivantes :
- duché de Coligny

Le comté de Coligny est un comté féodal, faisant suite à la seigneurie de Coligny, avec pour centre le bourg et le château de Coligny. Sa situation de marche entre la Savoie et le comté de Bourgogne, c'est-à-dire des grandes régions historiques de la Bourgogne, de la Franche-Comté, de la Bresse et du Bugey, lui confère une particularité. Ainsi, le comté est dit Coligny-le-Neuf car situé en Bresse et relevant des États de Savoie jusqu'au traité de Lyon en 1601. On le distingue du de Coligny-le-Vieil, le marquisat de Coligny, relevant du comté de Bourgogne.

## Histoire
La seigneurie de Coligny, est, dès le IXe siècle avec Manassès Ier, le fief de la famille de Coligny, éteinte en 1694. Dans la 1re moitié du XIIIe siècle, peut-être aux alentours de 1225, la succession d'Amédée/Aymé/Amé Ier de Coligny démembre la seigneurie de Coligny en deux entités féodales : Coligny-le-Vie(i)l (plus tard marquisat ; en Comté) et Coligny-le-Neuf (le comté, puis duché, objet de cet article ; en Bresse, qui relève depuis 1272 des Etats de Savoie), chacune ayant son château à Coligny.
La terre de Coligny-le-Neuf, passe, dans les premières années du XIIIe siècle, à la maison de la Tour-du-Pin, par le mariage de Béatrix, fille de Hugues de Coligny, avec Albert III de La Tour-du-Pin (v. 1190-1259 ; fils d'Albert II). Humbert de La Tour, dauphin de Viennois et fils d'Albert III, la cède vers 1280 au comte Amédée V de Savoie, mais il en gratifie aussi le duc Robert de Bourgogne vers 1282/1285 ; à l'hiver 1286 puis en octobre 1289, des accords donnèrent effectivement Coligny-le-Neuf au duc de Savoie. En 1337, Aymon de Savoie la donne en fief à Édouard Ier, sire de Beaujeu. Son neveu Édouard II de Beaujeu la vend d'abord, avec clause de réméré, en septembre 1361, à Guillaume de la Baume, seigneur de l'Abergement, puis la cède, quelque temps après, à Robert de Beaujeu de Joux, son oncle (et donc un frère cadet d'Edouard Ier), dont les filles se partagèrent la succession en 1421.
La seigneurie de Coligny-le-Neuf échut à l'une d'elles, Jeanne de Beaujeu (fille de Robert et d'Agnès/Alix de Vienne-Mirebel-Roulans, dame de Chaudenay, sœur de l'amiral), femme de Jean de Cusance de Belvoir, qui la transmet, par voie d'alliance et de succession, à la famille de Menthon. Bernard II de Menthon la vend à Charles, duc de Savoie, qui la remet, en 1524 (? ; ou le 1er septembre 1529), à Charles de Seyssel-La Chambre de Sermoyer, baron de Meximieux, puis la retire, pour l'aliéner le 16 décembre 1533 à René de Challant, maréchal de Savoie, lequel la revend en 1540, à Louise de Montmorency, sœur du connétable. L'année suivante, cette terre, récupérée encore par le duc Charles, est donnée le 3 février 1541 à Philibert de La Baume, baron de Montfalconnet (à Mézériat, Polliat), maître d'Hôtel du duc et gouverneur de Bresse, en faveur duquel le duc Emmanuel-Philibert de Savoie l'érige en comté, le 20 mars 1556.
Le 14 juillet 1563, sur ordre du duc, le comté fait retour à Gaspard II de Coligny, amiral de France, déjà sire de Coligny-le-Vieux, fils de Louise de Montmorency. Les deux Coligny sont ainsi réunis, mais pour peu de temps : 
- Coligny-le-Vieux, relevant de la comté de Bourgogne, est placé sous séquestre par le comte-roi Philippe II puis par les Infants des Pays-Bas et Franche-Comté (Isabelle et Albert) car les Coligny sont devenus des chefs huguenots, puis rendu au fils cadet de l'amiral, Charles de Coligny (1564-1632), le 26 août 1617 quand il revint à la religion catholique (avec érection en marquisat). Puis vente à Clériadus de Coligny-Cressia-3e branche le 18 juillet 1629 ;
- Alors que Coligny-le-Neuf, relevant des Etats de Savoie, passe au fils aîné de l'amiral, François (1557-1591), puis à son petit-fils Gaspard III de Coligny (1584-1646), suivi par son propre fils Gaspard IV (1620-1649 ; érection en sa faveur du duché de Coligny (-le-Neuf) en novembre 1648), père d'Henry-Gaspard (1649-1657 ; 2e duc de Coligny-le-Neuf). En 1657, cette riche succession va à la dernière fille de Gaspard III, Anne de Coligny, duchesse de Châtillon-Coligny et comtesse de Coligny (le duché de Coligny-le-Neuf a disparu en 1657, successible seulement dans les mâles), femme de Georges II, duc de Wurtemberg à Montbéliard, prince souverain de Montbéliard, dont les descendants (cf. son fils et successeur le prince Léopold-Eberhard) reprenaient encore le fief de Coligny en 1772[4] : il s'agissait alors de toute la terre de Coligny, le marquisat et le comté étant assumés en indivis par les familles de Faucigny-Lucinge et de Pillot, descendant de Léopold-Eberhard (dont la femme Anne-Sabine avait acquis le marquisat en 1719).

### Érection en duché
Le comté fut érigé en duché en 1648 au profit de Gaspard IV de Coligny (1620-1649), arrière-petit-fils de l'amiral Gaspard II. Le duché de Coligny s'éteignit à la mort d'Henry-Gaspard (1657), petit-fils de Gaspard III.
Voir la liste des ducs de Coligny.

## Liste des comtes de Coligny

### Maison de Coligny -1recréation
- 1559-1572 : Gaspard II de Coligny (1519-1572), 1er comte de Coligny, fils de Gaspard Ier de Coligny, maréchal de France
- 1572-1591 : François de Coligny (1557-1591), 2e comte de Coligny, fils du précédent
- 1591-1601 : Henry de Coligny (1583-1601), 3e comte de Coligny, fils du précédent
- 1601-1646 : Gaspard III de Coligny (1584-1646), 4e comte de Coligny et 1er duc de Coligny, frère du précédent et fils de François de Coligny
- 1646-1648 : Gaspard IV de Coligny (1620-1649), 5e comte de Coligny puis 2e duc de Coligny (1648-1649) et 1er duc de Châtillon, fils du précédent

### Maison de Coligny -2ecréation
À la suite du décès d'Henry-Gaspard de Coligny (1649-1657), 3e duc de Coligny (1649-1657), fils posthume de Gaspard IV de Coligny, le duché de Coligny redevient comté au profit des enfants survivants de Gaspard III de Coligny par Lettres Patentes du Roi de France :
| - 1657-1673 : Henriette de Coligny (1618-1673), fille de Gaspard III de Coligny, co-comtesse avec sa sœur Anne (sans postérité)                                                                           |
| - 1657-1680 : Anne de Coligny (1624-1680), fille de Gaspard III de Coligny, co-comtesse avec sa sœur Henriette de 1657 à 1673 puis comtesse de 1673 à 1680, épouse de George II de Wurtemberg-Montbéliard |

### Maison de Wurtemberg
- 1680-1716 : Léopold-Éberhard de Wurtemberg (1670-1723), prince de Montbéliard, 8e comte de Coligny, fils d'Anne de Coligny et de George II de Wurtemberg (1626-1699), prince de Montbéliard.

Le 11 août 1716 Léopold-Eberhard de Wurtemberg (1670-1723), dont la femme Anne-Sabine Hedwiger acquit le marquisat de Coligny-le-Vieux en 1719, donne le comté de Coligny (-le-Neuf) à ses enfants. La donation est approuvée et confirmée par Lettres Patentes du Roi de France en février 1718.
| - 1716-1786 : Léopoldine-Éberhardine de Sandersleben (1697-1786), co-comtesse de Coligny avec ses frères, dont Charles-Léopold (1698-1768) qu'elle épousera incestueusement, et sa sœur ci-contre | - 1716-1768 : Charles-Léopold de Sandersleben (1698-1768), co-comte de Coligny avec son frère et ses sœurs, dont Léopoldine-Eberhardine (1697-1786) qu'il épousera incestueusement | - 1716-1763 : Ferdinand-Eberhard de Sandersleben (1699-1763), co-comte de Coligny avec son frère et ses sœurs (sans postérité) | - 1716-17XX : Eléonore-Charlotte de Sandersleben, co-comtesse de Coligny avec ses frères et sa sœur (sans postérité) |  |

Remarque complémentaire : Selon les Mémoires de la Baronne d'Oberkirch, Léopoldine-Eberhardine portait le titre de comtesse de Sponeck, hérité de sa mère Anne-Sabine Hedwiger, et c'est son mari Charles-Léopold qui portait le titre de comte de Sandersleben-Coligny ainsi que le jeune frère de celui-ci (Ferdinand-Eberhard 1699-1763) depuis leur adoption par le duc de Wurtemberg Leopold-Eberhard le 11 août 1716. Ces titres sont attestés par la pierre tombale de Ferdinand-Eberhard en l'église de Baldenheim (Bas-Rhin) et par les documents notariés relatifs à sa succession (voir l'article Léopold-Eberhard).
| - 1768-1781 : Eléonore-Charlotte de Sandersleben (1720-1781), fille de Charles-Léopold de Sandersleben (1698-1768) et Léopoldine-Eberhardine de Sandersleben (1697-1786), femme de Louis-Christophe de Faucigny-Lucinge, comte de Lucinge, co-comtesse avec sa sœur Anne-Elisabeth | - 1768-1793 : Anne-Élisabeth de Sandersleben (1722-1793), fille de Charles-Léopold de Sandersleben (1698-1768) et Léopoldine-Eberhardine de Sandersleben (1697-1786), femme de Thomas de Pillot (1713-1777), seigneur de Chenecey (chef de la famille de Pillot), co-comtesse avec sa sœur Eléonore-Charlotte |  |

"Les deux sœurs transmirent à leurs enfants l'héritage des Coligny, à la charge d'en relever les noms et armes et de les faire passer à leurs descendants mâles et légitimes, en vertu de Lettres Patentes données à Paris le 5 février 1718, enregistrées au parlement de Besançon et au conseil souverain d'Alsace la même année, et à la chambre des comptes de Bourgogne en 1719".
Les Faucigny-Lucinge et les Pillot se partagent désormais le titre de comte et marquis de Coligny (-le-Neuf, et le-Vieux), co-seigneurs des terres de Coligny jusqu'à la Révolution.